# Julie Mayer
Julie Alexandra Mayer is een personage uit de Amerikaanse televisieserie Desperate Housewives, gespeeld door Andrea Bowen. Ze is de dochter van Susan en Karl Mayer.

## Verhaallijn
Julie is de brave tienerdochter van Susan, die haar klunzige moeder bijstaat wanneer Karl, haar vader, hen verlaat. Susan is reddeloos verloren en Julie is haar rots in de branding. Daardoor ontwikkelen ze een speciale moeder-dochter relatie: ze zijn eerder vriendinnen. Dit brengt Susan soms in een moeilijk parket: Julie is, door de scheiding, snel volwassen moeten worden en Susan kan daardoor niet echt meer haar moederrol vervullen (al probeert ze soms toch nog haar wil door te drukken, wat bij Julie niet altijd in goede aarde valt) .
Zo krijgt Julie in het eerste seizoen gevoelens voor Zach Young. Hun relatie duurt echter niet lang: Zach is een vreemde vogel met een opvliegend karakter en Susan wil niet dat haar dochter hem nog ziet. Julie is hier eerst boos om, maar stilaan krijgt zij ook genoeg van Zachs rare karakter. Julie is ook altijd bereid om iedereen te helpen: zo bedenkt ze een plannetje om Zach en Mike (zijn biologische vader) dichter bijeen te brengen en steunt ze haar moeders plan om met haar ex-man Karl terug te trouwen (als Susan moet geopereerd worden).
In het derde seizoen maakt Julie kennis met Austin McCann, het ruige neefje van Edie Britt. Ze is eerst niet onder de indruk, maar een gijzelingsactie in een lokale supermarkt groeien de twee naar elkaar toe en beginnen uiteindelijk een relatie. Susan is hier zeer tegen gekant, zeker omdat Austin het neefje is van rivale Edie. Als Julie en Austin dan proberen seks te hebben en via Edie aan de pil geraken, is Susan woest op Edie en stapt op haar af. Als ze dan samen Edies huis binnenstappen, betrappen ze Austin met Danielle Van De Kamp en moet Susan het slechte nieuws aan Julie vertellen, die zo haar eerste liefdesverdriet moet leren verwerken.
Ze is een intelligente studente met goede cijfers op school. Ze is ook een goede vriendin van Danielle Van De Kamp en was als kind ook goed bevriend met Dylan Mayfair, die in het vierde seizoen terug op Wisteria Lane komt wonen. Julie vindt het heel raar dat Dylan zich niets meer van haar jeugd kan herinneren en gelooft zelfs dat Dylan niet is wie ze beweert te zijn…